# L'allenatore nel pallone 2
L'allenatore nel pallone 2 è un film italiano del 2008 diretto da Sergio Martino.
Il film è il sequel de L'allenatore nel pallone (1984).

## Trama
2007. Oronzo Canà, ormai da tempo ritiratosi dal mondo calcistico, gestisce un'azienda olearia assieme alla moglie Mara e alla figlia Michelina, divenuta madre di Oronzino dal matrimonio con Fedele.
Intanto, al termine della stagione 2006-07, la Longobarda, squadra che l'ex tecnico pugliese guidò nel 1984, ottiene il ritorno in Serie A dopo una lunga assenza. Per l’occasione, Canà viene invitato a una trasmissione sportiva in onda su Sky Calcio: tramite i filmati di repertorio della salvezza conquistata all'epoca, l'allenatore rivela al pubblico che fu esonerato per la mancata retrocessione ordita dal presidente Borlotti svelando anche l'infedeltà coniugale della moglie di quest'ultimo. Le dichiarazioni mettono in cattiva luce il figlio Willy Borlotti, nuovo massimo dirigente della società e presente in studio, che tenta di ripulire l'immagine sociale assumendo Canà quale allenatore per il campionato 2007-08: Oronzo fa così rientro nel giro professionistico dopo oltre vent'anni, presenziando inoltre al funerale dell'ex calciatore Fulgenzio Crisantemi la notizia della cui morte era giunta in diretta televisiva.
Spalleggiato dall'ambiguo socio russo Ivan Ramenko, il presidente compie soltanto l'acquisto del centravanti giapponese Ken Kiku (il cui cognome significa in lingua nipponica «portatore di crisantemi») causando una perdita di valore nelle azioni societarie. Atteso da un ostico calendario in avvio — che propone quali avversarie la Roma, le milanesi e la Juventus nelle prime 4 giornate — Canà rimedia sonore disfatte, con Kiku che manifesta problemi di comprensione linguistica e realizza ben 3 autogol a fronte di una sola rete: ferito al capo da una bottiglia che i tifosi scagliano dopo la quarta sconfitta consecutiva, l'allenatore è rimpiazzato dal suo secondo nell'incontro successivo che porta i primi punti in classifica. 
Consigliato dal nipote Oronzino, genio dell'informatica, su quali schemi e tattiche adottare, Oronzo imposta un «modulo a farfalla» che porta la Longobarda ad una striscia positiva comprensiva di quattro vittorie di fila. Una sera, ospite a Controcampo, Canà risponde allo scherno di Giampiero Mughini non disdegnando di puntare — con la Longobarda in undicesima posizione a 18 punti — alla Champions League, ma durante il programma giunge la notizia delle positività al doping dei calciatori Burrai e Luisini i quali ricevono una lunga squalifica. Durante la pausa natalizia — a cui la compagine giunge reduce da un pareggio senza gol contro la Lazio — Borlotti e Ramenko si recano in Russia col pretesto di accedere a nuovi capitali, utili per acquistare calciatori nel mercato di gennaio: dalla sessione invernale l'organico esce però impoverito, con le partenze di numerosi elementi che non avevano ricevuto gli stipendi arretrati.
Le ricerche di Oronzino spingono il nonno all'ingaggio degli attempati ma esperti Pagnotta e Brambilla, mentre il tentativo di accordo con Luca Toni (ora trasferitosi in Germania) mediato da un amico di Fedele si rivela un clamoroso fraintendimento scambiando l'attaccante per il cantante Little Tony. A risultati migliori conduce la segnalazione di Andrea Bergonzoni, vecchio amico di Canà e osservatore del club anni addietro, il quale scova sui campi di provincia il giovane talento brasiliano Caninho: l'ingresso in squadra di quest'ultimo coincide con maggiori fortune agonistiche per la Longobarda, che può così tornare a sperare nella salvezza. 
Oronzo viene poi informato da Bergonzoni che il calciatore è giunto in Italia con la madre per cercare il padre, che è un allenatore sportivo italiano. Canà si convince quindi del fatto che sia suo figlio e parlando della tal cosa con Bergonzoni viene sfortunatamente sentito di nascosto dalla giornalista Gioia Desideri la quale, vedendo la possibilità di vendere un clamoroso scoop, invita Canà a casa sua per un'intervista privata. La giornalista tende una trappola ad Oronzo, poiché piazza una telecamera nascosta nel suo salotto e con qualche tequila e una scollatura che non lascia nulla all’immaginazione riesce a fare confessare all’allenatore il segreto sul brasiliano, registrando tutto. Il giorno dopo, i giornali pubblicano la notizia e tra Caninho e Canà si guastano i rapporti, con conseguenti difficoltà sportive per la squadra. Oronzo scoprirà poi però che in realtà il padre di Caninho è un allenatore di basket e quindi i rapporti tra i due si riallacciano parzialmente. Il club rimane tuttavia senza presidente, con la polizia che informa l'ignaro Oronzo delle frodi compiute da Borlotti e Ramenko prima di far perdere le proprie tracce: la Longobarda è intanto attesa dall'ultima partita di campionato, decisiva per la salvezza, in cui deve sfidare una Marchigiana che compete per lo stesso obiettivo.
Tra le file avversarie è presente Kiku, ceduto nel mercato invernale e rigenerato rispetto agli inizi, il quale realizza un gol e si procura un rigore nel primo tempo contribuendo al parziale di 2-0: durante l'intervallo Canà caccia dallo spogliatoio gli stranieri Elliot e Renda, scoprendo che questi si sono accordati col tecnico della Marchigiana per una combine, sostituendoli con Brambilla e Caninho la cui tripletta porta la Longobarda ad ottenere vittoria e salvezza. Mentre le forze dell'ordine arrestano Borlotti e Ramenko prima della fuga dall'Italia, l'allenatore viene portato in trionfo dall'intero stadio come già avvenuto anni prima.

## Produzione

### Cast
Nel film Lino Banfi torna al cinema dopo sedici anni di assenza, nel ruolo dell'allenatore di calcio Oronzo Canà interpretato 24 anni prima. Partecipano inoltre numerosi personaggi del calcio italiano, tra i quali: Francesco Totti, Alessandro Del Piero, Gianluigi Buffon, Luca Toni, Marco Amelia, Fabio Galante, Giancarlo Antognoni, Roberto Pruzzo e Ciccio Graziani (questi ultimi due già apparsi nel primo film assieme a Carlo Ancelotti).
Il massaggiatore della Longobarda è lo stesso attore (Dino Cassio) che nel film originale del 1984 interpretava la parte del capostazione.
È stata l'ultima apparizione cinematografica di Giuliana Calandra, morta nel 2018.

### Luoghi di ripresa
Lo Stadio della Longobarda è lo Stadio Renato Fioravanti (ex Stadio dell’Olivo) di Tuscania, mentre il campo sportivo nel quale Oronzo Canà vede per la prima volta giocare Caninho è lo Stadio Comunale di Montefiascone. Il convento nel quale viene accolto Caninho, fa ancora parte dell'Hotel Domus La Quercia di Viterbo, un tempo monastero adiacente al santuario di Santa Maria della Quercia.

### Squadre immaginarie
Tra le squadre immaginarie del film, oltre alla Longobarda, è presente la Marchigiana, già squadra protagonista del film di Sergio Martino del 1985 Mezzo destro mezzo sinistro - 2 calciatori senza pallone. Viene inoltre citata la Juliana, protagonista della fiction Rai del 2006 L'ultimo rigore 2 anch'essa diretta da Sergio Martino.

## Distribuzione
Girato per la maggior parte nella zona di Viterbo nell'estate del 2007, il film è uscito nelle sale l'11 gennaio 2008 e ha incassato in tutto 7 648 000 euro.

## Colonna sonora
La colonna sonora del film è stata composta da Amedeo Minghi. Minghi e Lino Banfi hanno inciso insieme la canzone La marcia di Oronzo, che accompagna i titoli di testa.